# Holger Wigström
Holger Wigström, född 1946, är en svensk medicinsk forskare. Han är teknologie doktor och sedan 2001 professor i medicinsk fysik vid Sahlgrenska akademin, Göteborgs universitet.